# Bolltjärnen (Vilhelmina socken, Lappland)
Bolltjärnen är en sjö i Storumans kommun och Vilhelmina kommun i Lappland och ingår i Ångermanälvens huvudavrinningsområde. Sjön har en area på 0,107 kvadratkilometer och ligger 452,7 meter över havet.

## Delavrinningsområde
Bolltjärnen ingår i det delavrinningsområde (723057-152434) som SMHI kallar för Utloppet av Yttre Åsvattnet. Medelhöjden är 466 meter över havet och ytan är 6,77 kvadratkilometer. Det finns ett avrinningsområde uppströms, och räknas det in blir den ackumulerade arean 32,85 kvadratkilometer. Åsvattenbäcken som avvattnar avrinningsområdet har biflödesordning 3, vilket innebär att vattnet flödar genom totalt 3 vattendrag innan det når havet efter 379 kilometer. Avrinningsområdet består mestadels av skog (41 procent) och sankmarker (41 procent). Avrinningsområdet har 0,67 kvadratkilometer vattenytor vilket ger det en sjöprocent på 9,9 procent.